# 唇からナイフ
『唇からナイフ』（くちびるからナイフ、原題・Modesty Blaise）は、1966年に公開されたピーター・オドネルの漫画の映画化作品である。ジョゼフ・ロージーが監督、モニカ・ヴィッティがタイトルロールとして出演している。

## ストーリー
イギリスは、中東マサラ国の石油をえる際、同国の元首シークの要望を聞き入れた見返りとして、ダイヤモンドを送ることにした。このことが国際犯罪組織の知るところとなり、イギリス秘密情報部長のタラントは女犯罪者・モデスティにダイヤの護衛を依頼する。その際、彼女は相棒のウィリーを協力者としてつけるという条件で引き受ける。
犯罪組織のリーダー、バシリオはモデスティをおびき寄せる形でウィリーを捕らえたうえで、ダイヤを盗んだ。モデスティは色仕掛けと変装でウィリーとダイヤを奪還するが、組織に見つかり窮地に陥る。その時、ウィリーから連絡を受けたシークが助けに来たことで、組織は撃退され、シークもダイヤを受け取ることができた。

## キャスト
| 役名                 | 俳優                     | 日本語吹替 | 日本語吹替 | 日本語吹替 |
| 役名                 | 俳優                     | TBS版      | ？版       |            |
| -------------------- | ------------------------ | ---------- | ---------- | ---------- |
| モデスティ・ブレイズ | モニカ・ヴィッティ       | 寺田路恵   | 鈴木弘子   |            |
| ウィリー・ガーヴィン | テレンス・スタンプ       | 大塚国夫   | 清川元夢   |            |
| ガブリエル           | ダーク・ボガード         | 加藤和夫   | 加藤和夫   | 加藤和夫   |
| ジェラルド・タラント | ハリー・アンドリュース   |            | 大久保正信 |            |
| ポール・ヘイゲン     | マイケル・クレイグ       |            | 仁内達之   |            |
| 大臣                 | アレクサンダー・ノックス |            |            |            |
| ニコル               | ティナ・オーモン         |            |            |            |

- TBS版：初回放送1971年5月31日『月曜ロードショー』
- ？版：BD収録・正味74分